# Chihuahuita (Sinaloa)
Chihuahuita es un ejido del Municipio de Ahome ubicado en el norte del estado mexicano de Sinaloa. Según los datos del Censo de Población y Vivienda realizado en 2010 por el Instituto Nacional de Estadística y Geografía (INEGI), Chihuahuita tiene un total de 2,306 habitantes, pero ahora tiene 1153.